# Alexandra Martin (1968)
Pour les articles homonymes, voir Martin et Alexandra Martin.
Alexandra Martin, née le 25 octobre 1968 à Nice (Alpes-Maritimes), est une femme politique française.
Membre des partis Les Républicains (LR) et Nouvelle Énergie (NÉ), elle est élue députée de la huitième circonscription des Alpes-Maritimes le 19 juin 2022, en remplacement de Bernard Brochand, député depuis 2001. Elle est réélue en 2024.

## Biographie
Alexandra Martin est la fille d'un ingénieur niçois. Elle suit des études de droit à l'université Nice-Sophia-Antipolis.
Elle entre en 1994 au cabinet du maire de Cannes, Michel Mouillot.
Elle est secrétaire générale du parti Nouvelle Énergie fondé par David Lisnard.
Conseillère départementale de Cannes depuis 2021, élue dans le canton de Cannes-2, elle est élue députée lors des élections législatives françaises de 2022 dans la huitième circonscription des Alpes-Maritimes.
À la suite de la dissolution de l'Assemblée nationale le 9 juin 2024, elle est à nouveau candidate aux législatives. Elle est réélue au second tour face à Dorette Landerer, candidate du Rassemblement national.